# Sint-Niklaaskerk (Glabbeek)

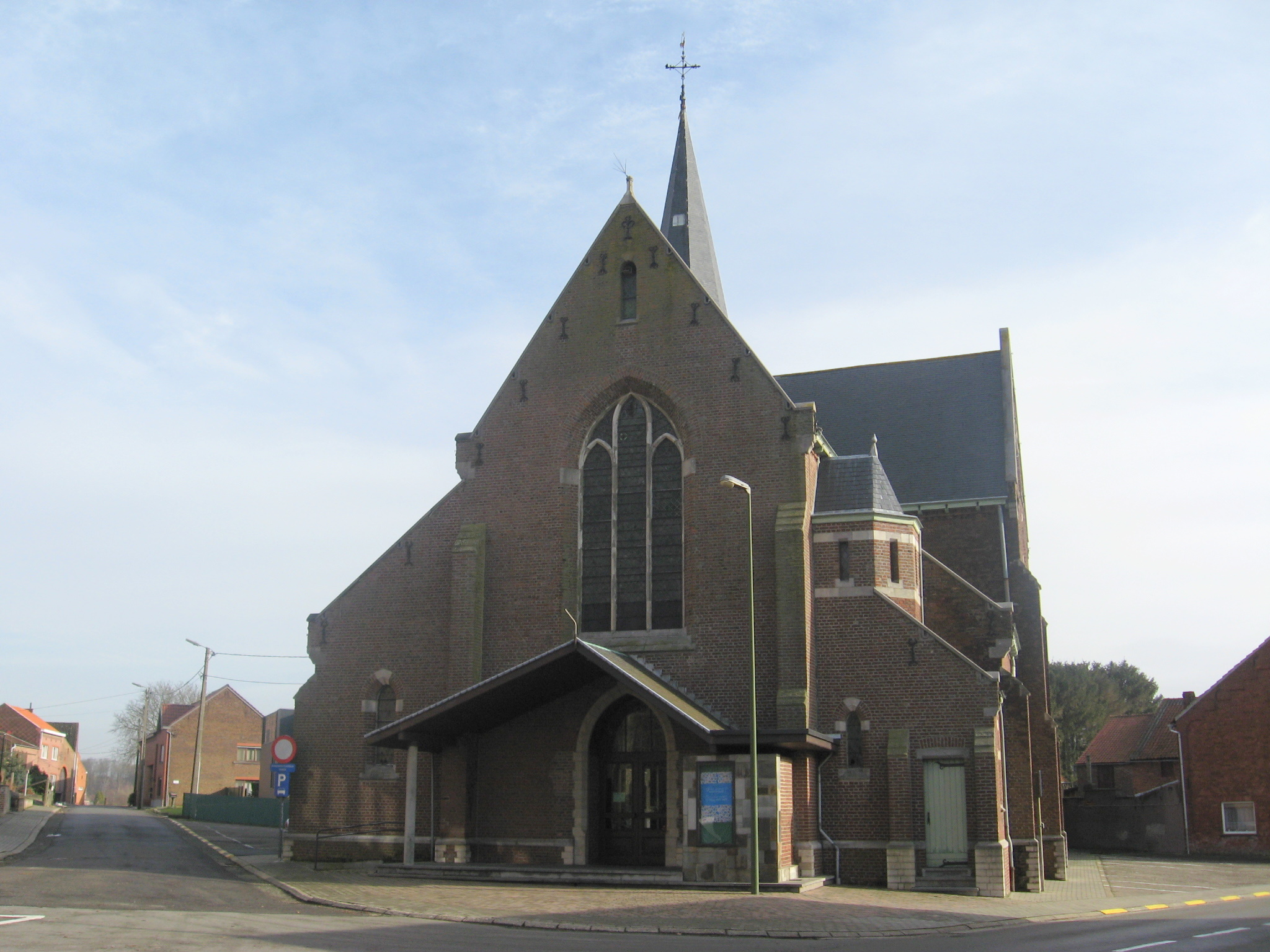
Sint-Niklaaskerk

De Sint-Niklaaskerk is de parochiekerk van de Vlaams-Brabantse plaats Glabbeek, gelegen aan de Dries.

## Geschiedenis
Er stond vroeger een kerk op de huidige begraafplaats. In 1235 kwam het patronaatsrecht van deze kerk aan de Abdij van Heylissem. Aanvankelijk was er een romaanse kerk, later een bakstenen kruiskerk met voorgebouwde toren. Tijdens de godsdiensttwisten werden in het dorp verwoestingen aangericht door Spaanse soldaten en huisden er mensen in de kerk. Tijdens de eerste twee decennia van de 17e eeuw werd de -in slechte staat verkerende- kerk hersteld. Toen de Fransen in 1795 de macht in handen kregen werd de kerk gebruikt voor vergaderingen van het door hen ingestelde kanton. De oude kerk hat segmentboogvensters wat duidt op een 18e-eeuwse renovatie in classicistische zin.
Eind 19e eeuw werd een driebeukige neogotische kruiskerk met naastgelegen toren gebouwd op een nieuwe plaats, een 80-tal meter ten oosten van de oude kerk.